# Széchenyi István Gimnázium (Pécs)
A Széchenyi István Gimnázium és Szakközépiskola Pécs egyik gimnáziuma. A több, mint 150 éves intézménynek olyan ismert diákjai voltak, mint Sólyom László köztársasági elnök. illetve Kodolányi János író.

## Története

### Első korszak
1857-ben kezdődött meg a tanítás német nyelven, 50 diákkal, 5 fős tanári karral a Mátyás király utca 15-ben Reáliskola néven. A magyar nyelvű oktatásra mindössze két évvel később kapta meg az engedélyt Pécs város tanácsától. Az 1912 és 1914 között a Rákóczi úton felépült új épületbe az első világháború miatt csak 1915-ben költözhetett be az iskola. Az 1917/1918-as tanévben már 799 diákja volt az iskolának, ezzel az ország legnépesebb középiskolája lett. A háború miatt sok diákot, tanárt hívtak be katonának, illetve jelentkeztek önként. A hősi halott diákok emléktáblája a mai épületben található.
A szerbek 1918 és 1921 közötti pécsi megszállása alatt teljesen kifosztották az iskolát. Megsemmisültek a könyvtárak és a szertárak. A megszállás éveiben a tanítás a ciszterci gimnáziumban és a városi polgári fiúiskolában folyt. A megszállás után adományokból került helyreállításra az iskola. 1922-ben át kellett adni az épületet a Pozsonyból Pécsre költöztetett Erzsébet Tudományegyetem céljaira.
Az intézmény 1925-ben vette fel gróf Széchenyi István nevét. Ebben az évben dr. Horváth Viktor igazgatót XI. Piusz pápa a Szent Szilveszter rend lovagjává avatta. Egy évvel később az Erzsébet Tudományegyetem gyakorló iskolájává avatták az intézetet. A tanításba kiváló tudós tanárok kapcsolódtak be, emelve a képzés színvonalát, tovább növelve az iskola hírnevét.
1940-től megszűnt a reáliskolai képzés, helyét gimnáziumi képzés vette át. 1944-ben az iskolának el kellett hagyni a Király utcai épületet a püspökséggel kötött lejárt a bérleti szerződés miatt. Az épületben hadikórházat hoztak létre. 1948-ban, többszöri költöztetés után a Széchenyi István Gimnáziumot beolvasztották a Nagy Lajos Gimnáziumba. Ezzel lezárult az iskola első korszaka.

### Második korszak
1954-ben indult újra régi nevén a gimnázium a Király utcai épületben. 1956-ban humán tagozatos osztály indult, majd 1958-tól vezették be a „politechnikai modell”-t, melyből később kialakult a szakközépiskola. 1966-ban beindult a matematika–fizika tagozat, később csak matematika tagozat, mely 1982-ig működött, kiváló eredménnyel. A Széchenyi István Gimnázium és Szakközépiskola Pécs egyik kiemelkedő középiskolája lett, a tanulmányi eredmények alapján is mindig ott volt az első öt középiskola között a városban. Az 1971-ben beindult esti tagozaton a felnőttoktatás. Húsz éven át autószerelőket és híradás-technikusokat képeztek.
1992-ben beindult az egyedi tantervű fizikaoktatás (fizika tagozat), majd a következő évben a humán tantárgyblokkos rendszerű tanítás (humán tagozat). 1993-ban új tornacsarnokot avattak az intézményben. Még ebben az évben készült el az autóelektrotechnikai laboratórium, mellyel lehetővé vált autóelektronikai műszerészek képzése. 1998-tól folyik informatika tagozatos képzés. 2000-ben, a Magyar kultúra napján került felavatásra a Millenniumi Galéria. A millennium tiszteletére a Pécsi Tanítóképzősök Emlékező és Baráti Köre 56 műalkotást, zömmel festményeket, ajándékozott az iskolának. 2005 januárjában emléktáblát avattak, annak alkalmából, hogy az iskola 80 éve vette fel Széchenyi István nevét.

## Neves diákok
- Breuer Marcell – építész
- ifj. Dischka Győző – gépészmérnök
- Fejér Lipót – matematikus
- Forbát Alfréd – építész
- Futó László – festőművész
- Galsai Pongrác – író
- Gebauer Ernő – festőművész
- Gyarmathy Tihamér – festőművész
- Kodolányi János – író
- Kováts Kolos – operaénekes
- Kurnik Ernő – agrármérnök, növénynemesítő, az MTA tagja
- Lauber Dezső – sportoló, építész
- Ranga László – autóversenyző
- B. Révész László – dokumentumfilm-rendező
- Róbert László – publicista
- Sasvári Kálmán – fizikus
- Schóber Tamás[2] – zeneszerző, karnagy, zenepedagógus
- Dr. Sólyom László – jogász, volt köztársasági elnök
- Vikár Béla – etnográfus, műfordító

## Külső hivatkozások
- Hivatalos weboldal
- Széchenyi István Gimnázium (Pécs) a Facebookon